# Ханзаде, Мохаммед Реза
Мохаммед Реза Ханзаде (перс. محمدرضا خان‌زاده‎; 11 мая 1991 года, Тегеран, Иран) — иранский футболист, защитник клуба «Фулад» и сборной Ирана.

## Клубная карьера
Ханзаде — воспитанник клуба «Рах Ахан». 14 февраля 2012 года дебютировал за первую команду в матче против клуба «Санат Нафт». Всего сыграл за «Рах Ахан» 9 матчей.
В 2012 году перешёл в клуб «Персеполис». 16 сентября 2012 года дебютировал за новый клуб в матче против клуба «Нафт Тегеран». 21 ноября 2013 года отправился в аренду в клуб «Зоб Ахан». Дебютировал 16 августа 2013 года в матче против клуба «Малаван». Всего за «Зоб Ахан» сыграл 17 матчей. После возвращения из аренды сыграл за «Персеполис» один сезон, за который провёл 17 игр.
В 2015 году перешёл в клуб «Фулад». 16 октября 2015 года дебютировал за новый клуб в матче против клуба «Трактор Сази».

## Международная карьера
9 декабря 2012 года дебютировал за сборную Ирана в матче чемпионата Федерации футбола Западной Азии против сборной Саудовской Аравии.

## Статистика
| Сезон           | Клуб            | Дивизион        | Лига  | Лига | Кубок | Кубок | Континентальные | Континентальные | Всего | Всего |
| Сезон           | Клуб            | Дивизион        | Матчи | Голы | Матчи | Голы  | Матчи           | Голы            | Матчи | Голы  |
| --------------- | --------------- | --------------- | ----- | ---- | ----- | ----- | --------------- | --------------- | ----- | ----- |
| 2011/12         | Рах Ахан        | Про-лига        | 9     | 0    | 0     | 0     | 0               | 0               | 9     | 0     |
| 2012/13         | Персеполис      | Про-лига        | 12    | 0    | 2     | 0     | 0               | 0               | 14    | 0     |
| 2013/14         | Персеполис      | Про-лига        | 4     | 0    | 0     | 0     | 0               | 0               | 4     | 0     |
| 2013/14         | Зоб Ахан        | Про-лига        | 15    | 0    | 1     | 0     | 0               | 0               | 16    | 0     |
| 2014/15         | Персеполис      | Про-лига        | 17    | 0    | 1     | 0     | 3               | 0               | 21    | 0     |
| 2015/16         | Фулад           | Про-лига        | 4     | 0    | 0     | 0     | 0               | 0               | 4     | 0     |
| Всего в карьере | Всего в карьере | Всего в карьере | 61    | 0    | 4     | 0     | 3               | 0               | 67    | 0     |